# Параметр G
Параметр G (англ. G parameter) — в хімії — одна з характеристик розчинника. Визначається за рівнянням:
(νo — ν)/ν = α⋅G,
де νo та ν — частоти коливань карбонільної групи в газовій фазі та розчині відповідно, α — міра чутливості даної групи до впливу розчинника.